# عبدالحسین مینوسپهر

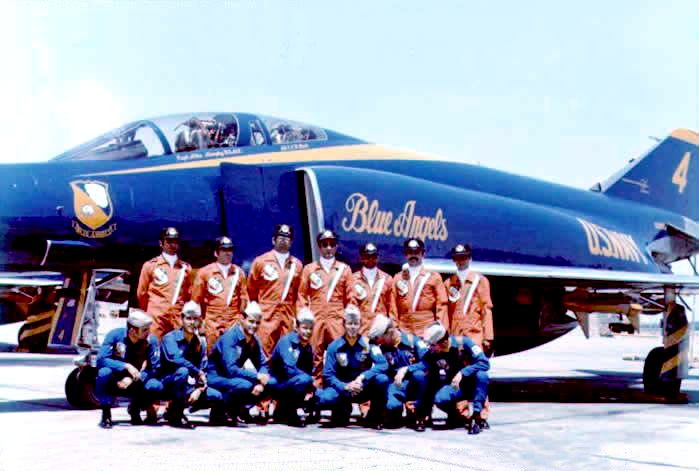
عبدالحسین مینو سپهر، (تیم آکروجت تاج طلایی)

سرلشکر خلبان عبدالحسین مینوسپهر (زاده ۲۱ بهمن ماه ۱۳۱۰ تهران) از اولین خلبانان هواپیمای جت در ایران و از اعضای اولین تیم آکروجت نظامی در ایران با نام تیم «تاج طلایی» بود که در سال ۱۹۵۸ (۱۳۳۷) تشکیل شد. تیمسار عبدالحسین مینوسپهر از اولین خلبان‌های اف-۱۴، استاد پرواز و رئیس تيم پروژه اف ۱۴ بود. وی ژنرال ۲ ستاره بود و هم‌اکنون در ایالات متحده زندگی می‌کند. او قدیمی‌ترین خلبان ایرانی است و به گفته خودش بالای پنج هزارساعت پرواز در کارنامه دارد. وی اولین فرمانده پایگاه هشتم شکاری اصفهان است.